# 中川源造

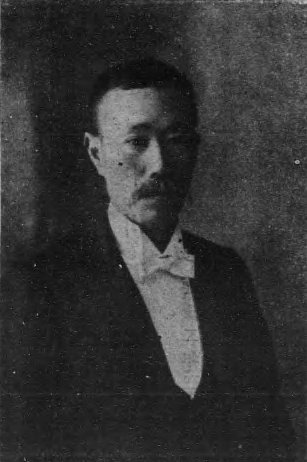
中川源造

中川 源造（なかがわ げんぞう、安政2年3月4日（1855年4月20日） - 明治40年（1907年）4月14日）は、日本の政治家。衆議院議員（憲政本党）、新潟県高田町長。

## 経歴
越後国高田横春日町（現在の新潟県上越市）に中川源蔵の子として生まれる。東京に遊学の後、第8大区用掛を務めた。1880年（明治13年）、県会議員に当選し、また中頸城郡総町村組合会議員・議長となり、信越鉄道の建設に尽力した。1882年（明治15年）、室孝次郎とともに上越立憲改進党を結成し、翌年に高田新聞を創刊した。
1889年（明治22年）から翌年にかけて高田町長を務め、1893年（明治26年）に再選されて1896年（明治29年）まで在職した。1897年（明治30年）、中頸城郡会議員に当選し、郡参事会員を兼ね、高田師範学校の誘致に尽力した。1899年（明治32年）には県会議員に当選し、副議長に就任した。
1903年（明治36年）、第8回衆議院議員総選挙に出馬し、当選を果たした。議員引退後も第13師団の誘致に尽力した。